# Cincinnata allardi
Cincinnata allardi är en skalbaggsart som beskrevs av Stefan von Breuning 1966. Cincinnata allardi ingår i släktet Cincinnata och familjen långhorningar. Inga underarter finns listade i Catalogue of Life.